# 神野金之助 (初代)
神野 金之助（かみの きんのすけ、1849年5月7日（嘉永2年4月15日） - 1922年（大正11年）2月20日）は、尾張国海西郡江西村（現・愛知県愛西市江西町）出身の実業家。
愛知県豊橋市の神野新田（じんのしんでん）を開拓した功績で知られる。神野家はもともと「じんの」と発音していたが、大正初期頃に「かみの」に改めた。

## 経歴

### 青年時代
嘉永2年（1849年）、尾張国海西郡江西村（現・愛知県愛西市江西町）に豪農の神野金平とマツ子の五男として生まれた。元治元年（1864年）に神野家の家督を相続し、苗字帯刀が許された。

### 実業家として

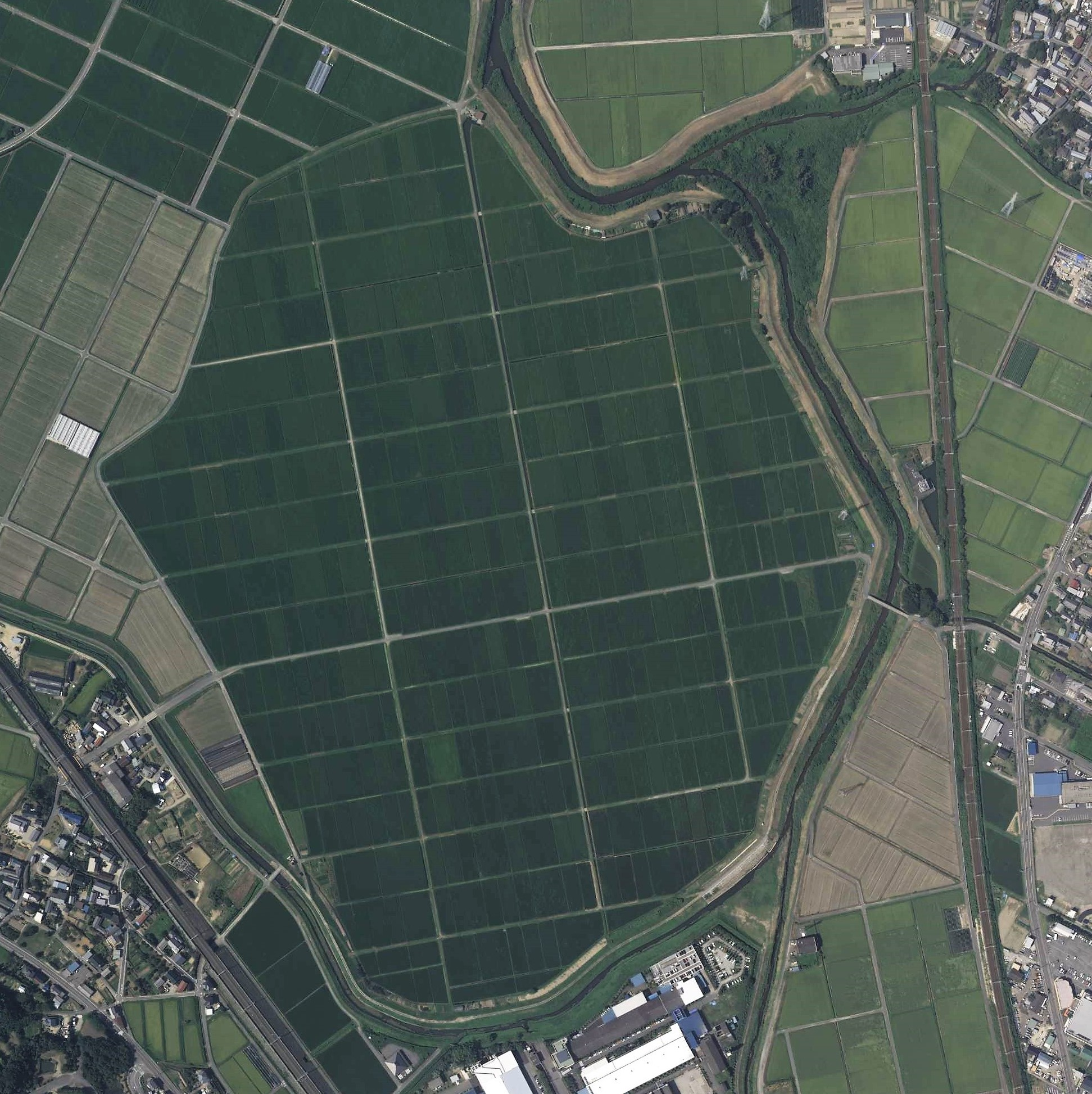
菱池干拓地

1873年（明治6年）、江西村ほか九か村戸長に就任した。1876年（明治9年）、名古屋において兄である富田重助の紅葉屋の経営に参加した。
1882年（明治15年）、名古屋銀行の設立発起人に名を連ねた。1884年（明治17年）、額田郡広田村（現・幸田町）などにある菱池（菱池沼）の干拓事業、さらに渥美郡牟呂村地先に所在した毛利新田の再開発（神野新田）も手がけた。

### 神野新田の開拓

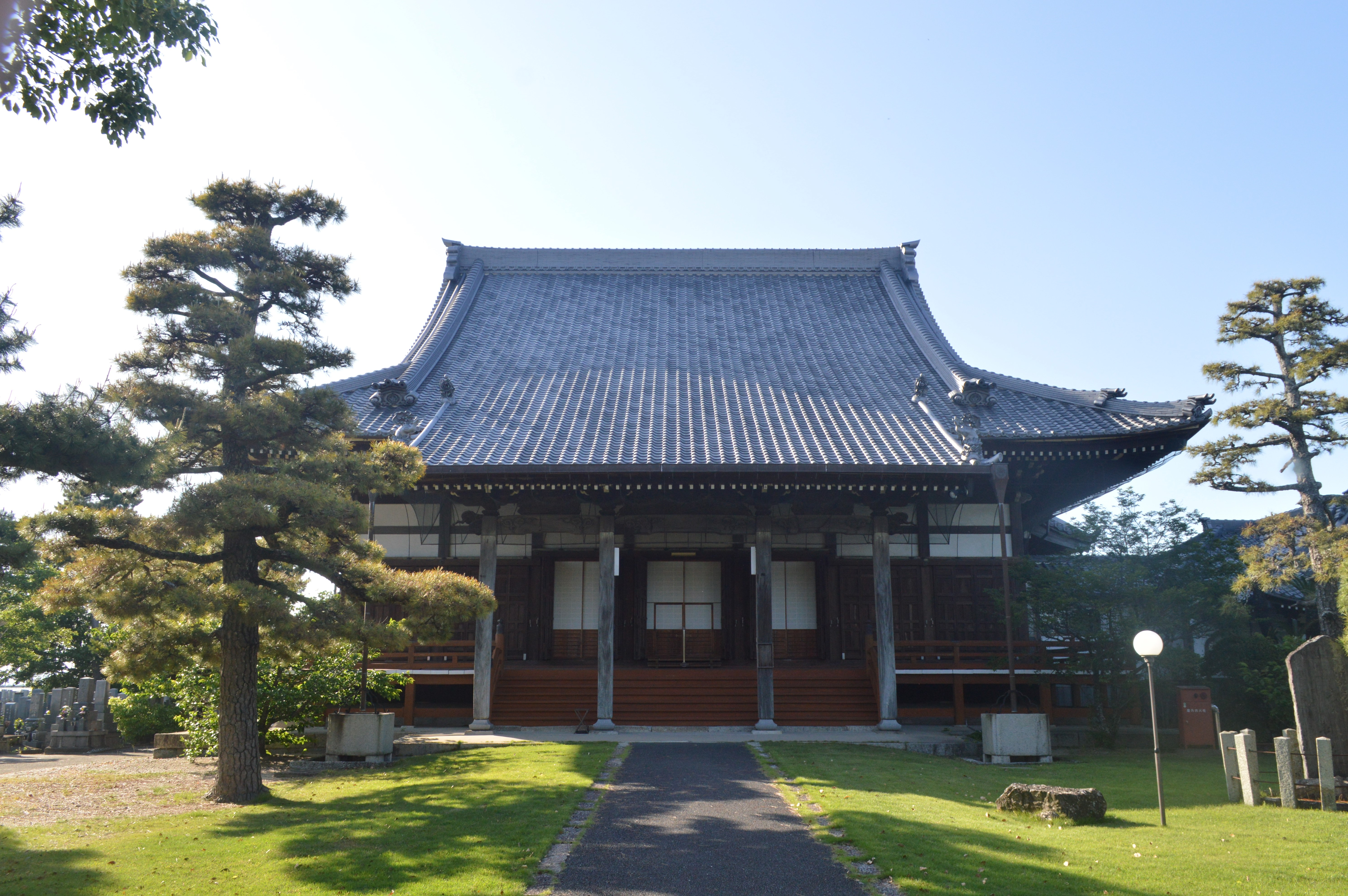
圓龍寺

1893年（明治26年）4月15日には新田地籍一式と牟呂用水を購入し、同年6月に新田開拓工事を開始した。1895年（明治28年）2月10日、神野新田内に牟呂神富神明社（内宮）、五郷神社（外宮）、二開神社（外宮）の3神社を建立した。1896年（明治29年）3月、神野尋常小学校を新設した。同年4月15日、神野新田の竣成を迎えて成工式を行い、併せて紀念碑の建設式を挙げた。
1898年（明治31年）から1916年（大正5年）まで、奥田正香により取り立てられ、明治銀行頭取の職を務めた。また、同行の大株主ともなった。1904年（明治37年）4月15日、寄付によって建設していた圓龍寺が神野新田に完成した。1904年（明治37年）には貴族院多額納税者議員に選出され、同年9月29日に就任し、1906年（明治39年）9月29日まで在任した。
1906年（明治39年）、名古屋電力の設立に際して取締役に就任した。1907年（明治40年）、豊田式織機（現・豊和工業）設立に際して発起人となった。1908年（明治41年）、福寿生命保険会社が設立されて社長に就任した。

### 晩年

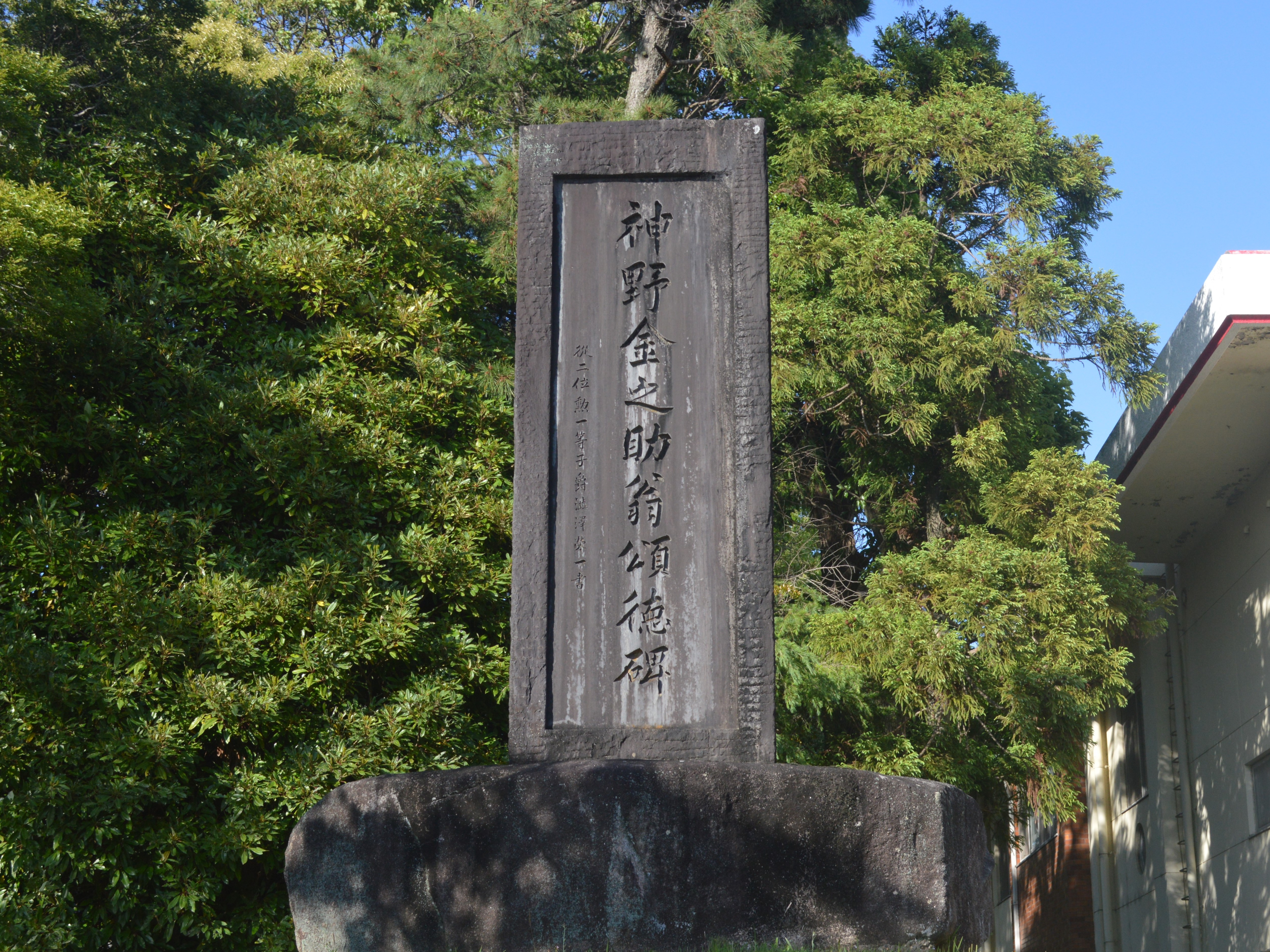
「神野金之助翁領徳碑」

1915年（大正4年）11月10日、従六位に叙せられた。1922年（大正11年）2月20日、危篤に際し特旨をもって従五位に陞叙せられた。
その他、名古屋米穀取引所・名古屋肥料・大日本坩堝（現・日本ルツボ）・東海汽船・名古屋鉄道などの設立・経営に関わり、名古屋財界の立役者となった。
葬儀は一柳葬具総本店が手がけた。また、その葬儀は日本初の霊柩車の使用例であるとされる。

## 渡米実業団
1909年（明治42年）8月には渋沢栄一を団長とする「渡米実業団」に参加した。団員51名の内、名古屋から参加したのは初代神野金之助を含む3名だった。「渡米実業団」は日米両国政府の公式行事としての「民間経済活動」であり、8月16日は桂太郎総理主催の送別会、8月17日は明治天皇より午餐を賜り、8月19日に横浜港からアメリカ合衆国に向けて出港している。60歳だった初代神野金之助の身長と体重の情報が掲載された同行紀の『新洋行土産』が残っており、身長5.56尺(170cm)、体重15.9貫(60kg)とある。

## 姓の改称
改称時期は1923年（大正12年）説と、年代が特定できないが1922年（大正11年）以前説との2つの説がある。
「じんの」姓から「かみの」姓への改称について、明確にしているのは神野新田資料館のパネルにある、1923年（大正12年）で初代金之助の没後の翌年である。しかし初代金之助は危篤に際し特旨をもて従五位に陞叙せられたが、これは1922年（大正11年）2月19日に明治銀行の頭取であった大三輪奈良太郎と明治銀行と名古屋電気鉄道で役員をした上遠野富之助の連名で、特旨を電報で願い出て認められたためである。電文には「カミノキンノスケ」とあり、初代金之助が側近として信頼を置いていた二人が、電報で初代金之助の姓を間違える訳もなく、初代金之助が亡くなる前に「カミノ」に改姓していたことになる。
なお改称の年は不明だが、初代金之助の甥であり娘婿でもある豊橋神野家初代当主の神野三郎の談話として「最初は確かにジンノだった。新田もジンノ新田であったが、大正の初め頃本家が、カミノと改めたので、わしのほうも、自然と、カミノになったのだ。」と、神野三郎伝に記載されている。
実業団の活動は通信担当として同行した作家の巖谷小波が同行紀『新洋行土産』上巻・下巻を残している。『新洋行土産』上巻には氏名に振り仮名が振られており、神野金之助には「かみのきんのすけ」とある。したがって明治42年8月の時点では「カミノ」姓であったことは明らかである。

## 経営した代表的な会社

### 明治銀行
1896年（明治29年）8月、初代神野金之助や奥田正香など名古屋の新興財閥が中心となって明治銀行が設立され、1898年（明治31年）1月に初代神野金之助が頭取となった。経済悪化の影響を受け、1908年（明治41年）には上遠野富之助を常務取締役に取り立てて経営の改善を図った。1914年（大正3年）5月に北浜銀行の破綻により取り付け騒ぎが発生し、対応策として上遠野富之助が常務取締役を退任、大三輪奈良太郎が後任となった。初代金之助は1915年（大正4年）に大三輪奈良太郎を副頭取とし、翌1916年（大正5年）末に頭取を辞任した。

### 名古屋電気鉄道
1894年（明治27年）、初代神野金之助は名古屋電気鉄道（名古屋鉄道の前身）の設立に係わり、甥の富田重助が初代取締役社長に就任した。初代神野金之助は1910年（明治43年）6月に取締役社長に就任した。1914年（大正3年）9月の電車焼き討ち事件の責任を取り、神野金之助は相談役に退き、上遠野富之助が常務取締役に、甥の富田重助が社長に再任された。

### 福寿生命保険
1908年（明治41年）、初代神野金之助、甥の富田重助など名古屋の財界人により、地元資本による生命保険会社が計画された。これは生命保険業に関する経験と知識を持ち合わせた近藤徳次郎が地元にいたことで可能であった。同年10月1日に広小路通栄町にて事務所を開き、初代社長には初代神野金之助、専務取締役には甥の富田重助が就任した。1942年（昭和17年）には旧明治生命保険に合併され、2002年（平成14年）には旧明治生命保険と安田生命保険が合併して明治安田生命保険となっている。

## 伝記
- 堀田璋左右『神野金之助重行』神野金之助翁伝記編纂会、名古屋、1940年。

## 親族
- 長男 神野金之助 (2代目)（金重郎）[34]
- 養子 神野三郎 - 西春日井郡清洲村の竹田長蔵の三男[2]。